# Jan van Cleeff (brydżysta)
Jan van Cleeff (ur.  1951) – holenderski brydżysta i dziennikarz brydżowy z tytułem World Master (WBF).
Jan van Cleeff wydaje i redaguje czasopismo IMP w Holandii. Jest korespondentem brydżowym kilku magazynów brydżowych i stron internetowych. Jest częstym współpracownikiem biuletynów na mistrzostwach świata i Europy.
W latach 2003–2007 był Członkiem Komitetu Apelacyjnego EBL (EBL Appeals Committee).
Jest autorem książek brydżowych.

## Wyniki brydżowe

### Zawody światowe
W światowych zawodach zdobył następujące lokaty:
| Mistrzostwa Świata. Konkurencja teamów | Mistrzostwa Świata. Konkurencja teamów | Mistrzostwa Świata. Konkurencja teamów                | Mistrzostwa Świata. Konkurencja teamów | Mistrzostwa Świata. Konkurencja teamów | Mistrzostwa Świata. Konkurencja teamów |
| Rok                                    | Miejsce                                | Zawody                                                | Kategoria                              | Drużyna                                | Pozycja                                |
| -------------------------------------- | -------------------------------------- | ----------------------------------------------------- | -------------------------------------- | -------------------------------------- | -------------------------------------- |
| 2010                                   | Filadelfia                             | 13. Seria Mistrzostw Świata                           | Open                                   | Auken                                  | 33                                     |
| 2007                                   | Szanghaj                               | 38. Mistrzostwa Świata Teamów                         | Trans                                  | Vantin                                 | 27                                     |
| 2006                                   | Werona                                 | 12. Mistrzostwa Świata                                | Open                                   | Onstein                                | 83                                     |
| 2004                                   | Stambuł                                | 3. Transnarodowe Mistrzostwa Świata Teamów Mikstowych | Miksty                                 | van Cleeff                             | 10                                     |
| 2003                                   | Monte Carlo                            | 36. Mistrzostwa Świata Teamów                         | Trans                                  | Modalfa                                | 46                                     |
| 2002                                   | Montreal                               | 11. Mistrzostwa Świata                                | Open                                   | Abram                                  | 33                                     |
| 2001                                   | Paryż                                  | 35. Mistrzostwa Świata Teamów                         | Trans                                  | Zelikovski                             | 13                                     |
| 1998                                   | Lille                                  | 10. Mistrzostwa Świata                                | Open                                   | Westerehof                             | 17                                     |
| 1994                                   | Albuquerque                            | 9. Mistrzostwa Świata                                 | Open                                   | van Oppen                              | 17                                     |

| Mistrzostwa Świata. Konkurencja par | Mistrzostwa Świata. Konkurencja par | Mistrzostwa Świata. Konkurencja par | Mistrzostwa Świata. Konkurencja par | Mistrzostwa Świata. Konkurencja par | Mistrzostwa Świata. Konkurencja par |
| Rok                                 | Miejsce                             | Zawody                              | Kategoria                           | Partner                             | Pozycja                             |
| ----------------------------------- | ----------------------------------- | ----------------------------------- | ----------------------------------- | ----------------------------------- | ----------------------------------- |
| 2010                                | Filadelfia                          | 13. Mistrzostwa Świata              | Miksty                              | Miriam Varenne                      | 44                                  |
| 2006                                | Werona                              | 12. Mistrzostwa Świata              | Miksty                              | Elisabeth van Ettinger              | 442                                 |
| 2006                                | Werona                              | 12. Mistrzostwa Świata              | Open                                | Vincent Kroes                       | 251                                 |
| 2002                                | Montreal                            | 11. Mistrzostwa Świata              | Open                                | Max Abram                           | 90                                  |
| 1994                                | Albuquerque                         | 9. Mistrzostwa Świata               | Open                                | Jan Jansma                          | 39                                  |

### Zawody europejskie
W europejskich zawodach zdobył następujące lokaty:
| Zawody europejskie. Konkurencja teamów | Zawody europejskie. Konkurencja teamów | Zawody europejskie. Konkurencja teamów | Zawody europejskie. Konkurencja teamów | Zawody europejskie. Konkurencja teamów | Zawody europejskie. Konkurencja teamów |
| Rok                                    | Miejsce                                | Zawody                                 | Kategoria                              | Drużyna                                | Pozycja                                |
| -------------------------------------- | -------------------------------------- | -------------------------------------- | -------------------------------------- | -------------------------------------- | -------------------------------------- |
| 2009                                   | San Remo                               | 4. Otwarte Mistrzostwa Europy          | Open                                   | Denmark                                | 17                                     |
| 2009                                   | San Remo                               | 4. Otwarte Mistrzostwa Europy          | Miksty                                 | Penfold                                | 9                                      |
| 2007                                   | Antalya                                | 3. Otwarte Mistrzostwa Europy          | Miksty                                 | Herbst                                 | 9                                      |
| 2005                                   | Teneryfa                               | 2. Otwarte Mistrzostwa Europy          | Miksty                                 | Herbst                                 | 3                                      |
| 2003                                   | Mentona                                | 1. Otwarte Mistrzostwa Europy          | Miksty                                 | Bak                                    | 86                                     |
| 2003                                   | Mentona                                | 1. Otwarte Mistrzostwa Europy          | Open                                   | van Cleeff                             | 46                                     |
| 2000                                   | Bellaria                               | 6. Mistrzostwa Europy Mikstów          | Miksty                                 | Sisselaar                              | 21                                     |
| 1998                                   | Akwizgran                              | 5. Mistrzostwa Europy Mikstów          | Miksty                                 | Barr                                   | 11                                     |
| 1997                                   | Montecatini                            | 43. Mistrzostwa Europy Teamów          | Seniorzy                               | Netherlands                            | 6                                      |

| Zawody europejskie. Konkurencja par | Zawody europejskie. Konkurencja par | Zawody europejskie. Konkurencja par | Zawody europejskie. Konkurencja par | Zawody europejskie. Konkurencja par | Zawody europejskie. Konkurencja par |
| Rok                                 | Miejsce                             | Zawody                              | Kategoria                           | Partner                             | Pozycja                             |
| ----------------------------------- | ----------------------------------- | ----------------------------------- | ----------------------------------- | ----------------------------------- | ----------------------------------- |
| 2009                                | San Remo                            | 4. Otwarte Mistrzostwa Europy       | Open                                | David Kendrick                      | 92                                  |
| 2005                                | Teneryfa                            | 2. Otwarte Mistrzostwa Europy       | Open                                | Vincent Kroes                       | 39                                  |
| 2003                                | Mentona                             | 1. Otwarte Mistrzostwa Europy       | Open                                | Peter Zwart                         | 261                                 |
| 2003                                | Mentona                             | 1. Otwarte Mistrzostwa Europy       | Mikst                               | Elisabeth van Ettinger              | 322                                 |
| 2002                                | Ostenda                             | 7. Mistrzostwa Europy Mikstów       | Mikst                               | Claartje Bak                        | 254                                 |
| 2001                                | Sorrento                            | 11. Mistrzostwa Europy Par          | Open                                | Jaap van der Neut                   | 23                                  |
| 2000                                | Bellaria                            | 6. Mistrzostwa Europy Mikstów       | Mikst                               | Claartje Bak                        | 269                                 |
| 1997                                | Haga                                | 9. Mistrzostwa Europy Par           | Open                                | Jan Jansma                          | 6                                   |
| 1995                                | Rzym                                | 8. Mistrzostwa Europy Par           | Open                                | Jan Jansma                          | 13                                  |
| 1989                                | Salsomaggiore                       | 5. Mistrzostwa Europy Par           | Open                                | Nico Klaver                         | 146                                 |

## Publikacje
Mark Horton, Jan van Cleeff: The Mysterious Multi. ISBN 978-1-897106-56-3. (ang.).

## Klasyfikacja
- Jan van Cleeff – klasyfikacja WBF (ang.)
- Jan van Cleeff – klasyfikacja EBL (ang.)